# 충랑
충랑(充郞, ? ~ ?)은 전한 후기의 관료이다. ‘충랑’은 이름자로, 성씨는 알 수 없다.

## 행적
감로 2년(기원전 52년), 광천상에서 수(守)좌풍익으로 승진하였다.
초원 2년(기원전 47년), 대사농에 임명되었다.

## 출전
- 반고, 《한서》 권19하 백관공경표 下

| 전임 연수 | 전한의 수좌풍익 기원전 52년 ~ ? | 후임 상 |

| 전임 굉 | 전한의 대사농 기원전 47년 ~ 기원전 43년? | 후임 요 |